# Парсин, Мухаммед Зарифович
Па́рсин, Мухамме́д Зари́фович (писательский псевдоним Парсин Мухамед Зарипович ) (1899 год, Высокогорский р-н, д.Олуяз — 1963, Зеленодольск) — советский татарский журналист, писатель. Стоял у истоков молодежного коммунистического национального движения Татарстана, татарского театра, просвещения. Основная драматургическая деятельность по освобождению от религиозного засилья и мракобесия в национальной культуре и освобождение женщин от заточения традиционного домостроя.

## Работа
Молодой коллектив работников культуры ТАССР 1926 г.
| Коллектив            | Коллектив           |
| -------------------- | ------------------- |
|                      |                     |
| Фотография 1926 года | Подпись по фамилиям |

## Репрессирован
По материалам НКВД:

Арестован: 7 октября 1941 г.
Приговорен: Особым совещанием НКВД СССР 25 ноября 1942 г., обв.: 58-10 ч.2, 58-11. ("участник националистической организации").
Приговор: 5 лет ссылки в Красноярский кр. Агент по сбору заказов, артель "Красный дорожник".
Проживал: г.Казань
Реабилитирован 15 ноября 1956 г.
Источник: Книга памяти Республики Татарстан

## Упоминания в прессе
Несколько упоминаний в статье журнала "Эхо веков"

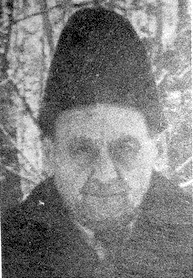
Зеленодольская правда. Некролог 1963г.